# Maxwellia lepidota
Maxwellia lepidota är en malvaväxtart som beskrevs av Henri Ernest Baillon. Maxwellia lepidota ingår i släktet Maxwellia och familjen malvaväxter. Inga underarter finns listade i Catalogue of Life.